# Valea Chioarului
Valea Chioarului (Kővárgara en hongrois) est une commune roumaine du județ de Maramureș, dans la région historique de Transylvanie et dans la région de développement du Nord-Ouest.

## Géographie

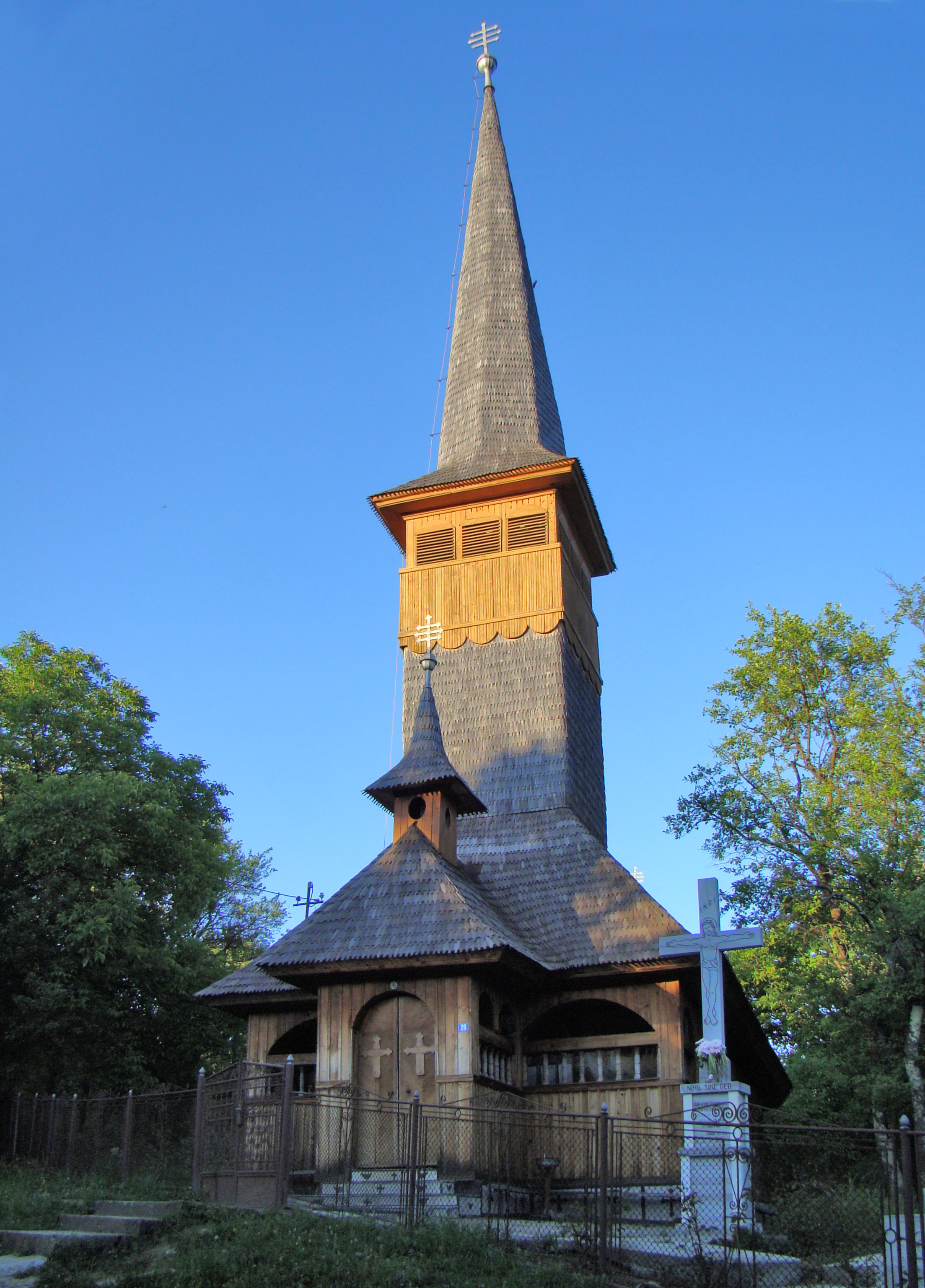
Église en bois de Vărai, un des villages de la commune

La commune de Valea Chioarului est située dans le sud-ouest du județ, à la limite avec le județ de Cluj, dans le paysage de collines du Pays Chioar (Țara Chioarului), à 33 km au sud de Baia Mare, la préfecture du județ.
La commune est traversée par la route nationale DN1C (Route européenne 58) qui relie Baia Mare avec Cluj-Napoca et Bucarest.
Elle est composée des six villages suivants (population en 2002) :
- Valea Chioarului, siège de la municipalité (665).
- Curtuiușului (338).
- Durușa (90).
- Fericea (472).
- Mesteacăn (415).
- Vărai (308).

## Histoire
La première mention écrite du village date de 1405 sous le nom de Gawra.
La commune a fait partie du Comitat de Szatmár dans le Royaume de Hongrie jusqu'en 1920, au Traité de Trianon où elle est attribuée à la Roumanie avec toute la Transylvanie.

## Religions
En 2002, 95,8 % de la population est de religion orthodoxe.

## Démographie
En 1910, la commune comptait 3 629 Roumains (96,2 % de la population) et 109 Hongrois (2,9 %).
En 1930, les autorités recensaient 3 467 Roumains (97,3 %), 33 Tsiganes (0,9 %) ainsi qu'une communauté juive de 48 personnes (1,3 %) qui fut exterminée par les Nazis durant la Seconde Guerre mondiale.
En 2002, la commune comptait 2 146 Roumains (93,8 %) et une communauté tsigane de 135 personnes (5,9 %).
| 1880  | 1900  | 1910  | 1930  | 1956  | 1977  | 1992  | 2002  | 2007  |
| ----- | ----- | ----- | ----- | ----- | ----- | ----- | ----- | ----- |
| 3 450 | 3 696 | 3 772 | 3 565 | 3 530 | 3 188 | 2 600 | 2 288 | 2 275 |

## Économie
La commune dispose de 4 715 ha de terres agricoles et 2 762 ha de forêts.